# Gabinet Keira Starmera
Gabinet Keira Starmera – gabinet Wielkiej Brytanii, urzędujący od 5 lipca 2024. Jest jednopartyjnym gabinetem większościowym, utworzonym przez Partię Pracy nazajutrz po wyborach parlamentarnych. 6 lipca 2024 gabinet zebrał się na swoim pierwszym posiedzeniu.

## Skład
| Funkcja                                                          | Zdjęcie | Imię i nazwisko    | Data powołania         | Data ustąpienia        |
| ---------------------------------------------------------------- | ------- | ------------------ | ---------------------- | ---------------------- |
| Premier                                                          |         | Keir Starmer       | 5 lipca 2024(dts)      |                        |
| Pierwszy lord skarbu                                             |         | Keir Starmer       | 5 lipca 2024(dts)      |                        |
| Wicepremier                                                      |         | Angela Rayner      | 5 lipca 2024(dts)      |                        |
| Minister ds. mieszkalnictwa, społeczności i samorządów lokalnych |         | Angela Rayner      | 5 lipca 2024(dts)      |                        |
| Kanclerz skarbu                                                  |         | Rachel Reeves      | 5 lipca 2024(dts)      |                        |
| Kanclerz Księstwa Lancaster                                      |         | Pat McFadden       | 5 lipca 2024(dts)      |                        |
| Minister spraw zagranicznych, Wspólnoty Narodów i rozwoju        |         | David Lammy        | 5 lipca 2024(dts)      |                        |
| Minister spraw wewnętrznych                                      |         | Yvette Cooper      | 5 lipca 2024(dts)      |                        |
| Minister obrony                                                  |         | John Healey        | 5 lipca 2024(dts)      |                        |
| Lord Kanclerz                                                    |         | Shabana Mahmood    | 5 lipca 2024(dts)      |                        |
| Minister sprawiedliwości                                         |         | Shabana Mahmood    | 5 lipca 2024(dts)      |                        |
| Minister zdrowia i opieki społecznej                             |         | Wes Streeting      | 5 lipca 2024(dts)      |                        |
| Minister edukacji                                                |         | Bridget Phillipson | 5 lipca 2024(dts)      |                        |
| Minister ds. kobiet i równości                                   |         | Bridget Phillipson | 5 lipca 2024(dts)      |                        |
| Minister bezpieczeństwa energetycznego i netto zero              |         | Ed Miliband        | 5 lipca 2024(dts)      |                        |
| Minister pracy i emerytur                                        |         | Liz Kendall        | 5 lipca 2024(dts)      |                        |
| Minister biznesu i handlu                                        |         | Jonathan Reynolds  | 5 lipca 2024(dts)      |                        |
| Przewodniczący Zarządu Handlu                                    |         | Jonathan Reynolds  | 5 lipca 2024(dts)      |                        |
| Minister nauki, innowacji i technologii                          |         | Peter Kyle         | 5 lipca 2024(dts)      |                        |
| Minister transportu                                              |         | Louise Haigh       | 5 lipca 2024(dts)      | 29 listopada 2024(dts) |
| Minister transportu                                              |         | Heidi Alexander    | 29 listopada 2024(dts) |                        |
| Minister środowiska, żywności i spraw wsi                        |         | Steve Reed         | 5 lipca 2024(dts)      |                        |
| Minister kultury, mediów i sportu                                |         | Lisa Nandy         | 5 lipca 2024(dts)      |                        |
| Minister ds. Irlandii Północnej                                  |         | Hilary Benn        | 5 lipca 2024(dts)      |                        |
| Minister ds. Szkocji                                             |         | Ian Murray         | 5 lipca 2024(dts)      |                        |
| Minister ds. Walii                                               |         | Jo Stevens         | 5 lipca 2024(dts)      |                        |
| Lord przewodniczący Rady                                         |         | Lucy Powell        | 5 lipca 2024(dts)      |                        |
| Przewodnicząca Izby Gmin                                         |         | Lucy Powell        | 5 lipca 2024(dts)      |                        |
| Lord tajnej pieczęci                                             |         | Angela Smith       | 5 lipca 2024(dts)      |                        |
| Przewodnicząca Izby Lordów                                       |         | Angela Smith       | 5 lipca 2024(dts)      |                        |
| Sekretarz parlamentarny skarbu                                   |         | Alan Campbell      | 5 lipca 2024(dts)      |                        |
| Główny whip Izby Gmin                                            |         | Alan Campbell      | 5 lipca 2024(dts)      |                        |
| Naczelny sekretarz skarbu                                        |         | Darren Jones       | 5 lipca 2024(dts)      |                        |
| Prokurator generalny Anglii i Walii                              |         | Richard Hermer     | 5 lipca 2024(dts)      |                        |
| Prokurator generalny Irlandii Północnej                          |         | Richard Hermer     | 5 lipca 2024(dts)      |                        |
| Minister stanu ds. rozwoju                                       |         | Anneliese Dodds    | 8 lipca 2024(dts)      | 28 lutego 2025(dts)    |
| Minister stanu ds. kobiet i równości                             |         | Anneliese Dodds    | 8 lipca 2024(dts)      |                        |
| Minister bez teki                                                |         | Ellie Reeves       | 2 grudnia 2024(dts)    |                        |
| Przewodnicząca Partii Pracy                                      |         | Ellie Reeves       | 2 grudnia 2024(dts)    |                        |
| Minister stanu ds. rozwoju, Ameryki Łacińskiej i Karaibów        |         | Jenny Chapman      | 28 lutego 2025(dts)    |                        |